# Odontomyia
Odontomyia är ett släkte av tvåvingar inom familjen vapenflugor. De mäter 9–12 mm och lever i anslutning till vatten. Släktet finns över stora delar av världen och uppgår till cirka 220 arter. Som imago lever de främst på nektar medan larverna lever av alger. Äggen läggs i kanten av vatten, där larverna sedan utvecklas. Eftersom larverna är akvatiska utgör de föda för olika vattenlevande djur och som imago pollinerar vissa arter blommande växter.

## Bildgalleri

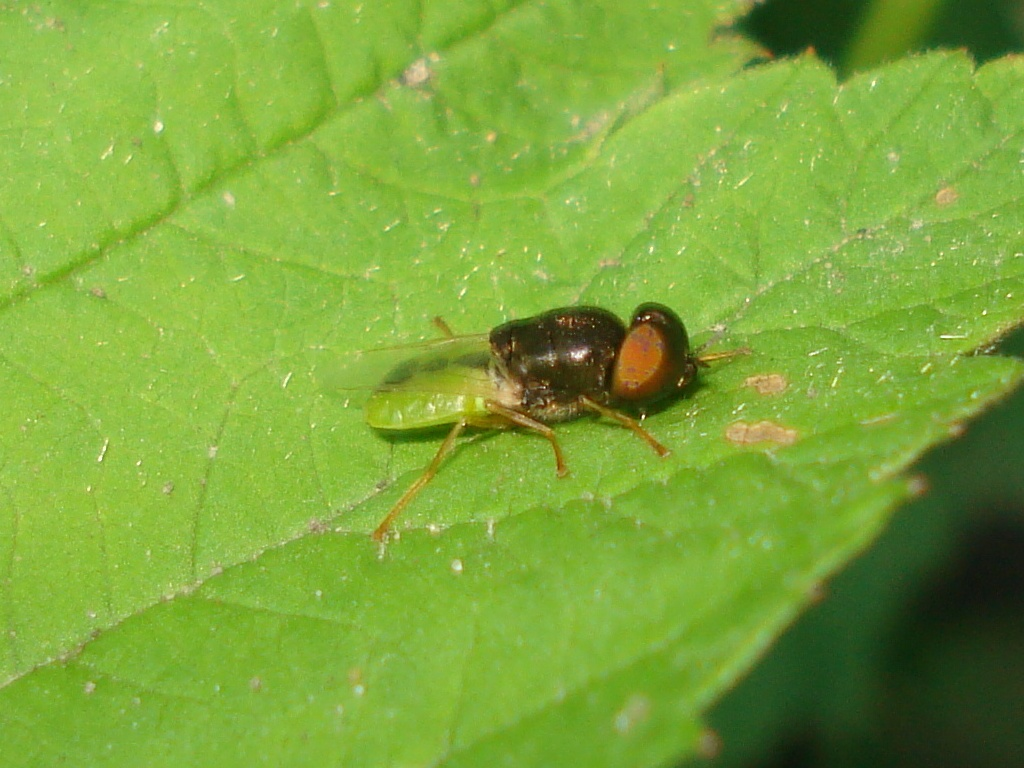
Odontomyia angulata.
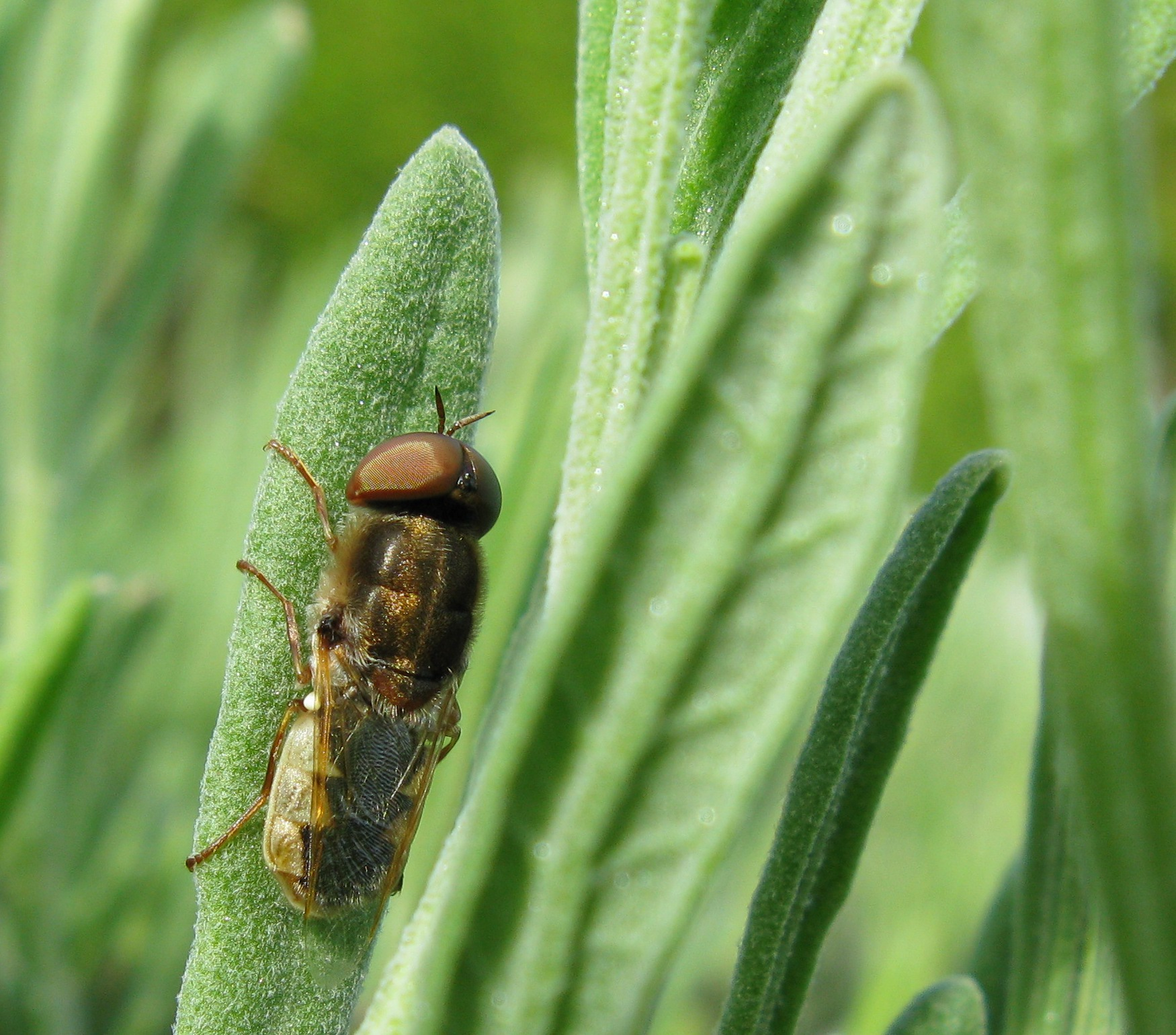
Hane av Odontomyia.
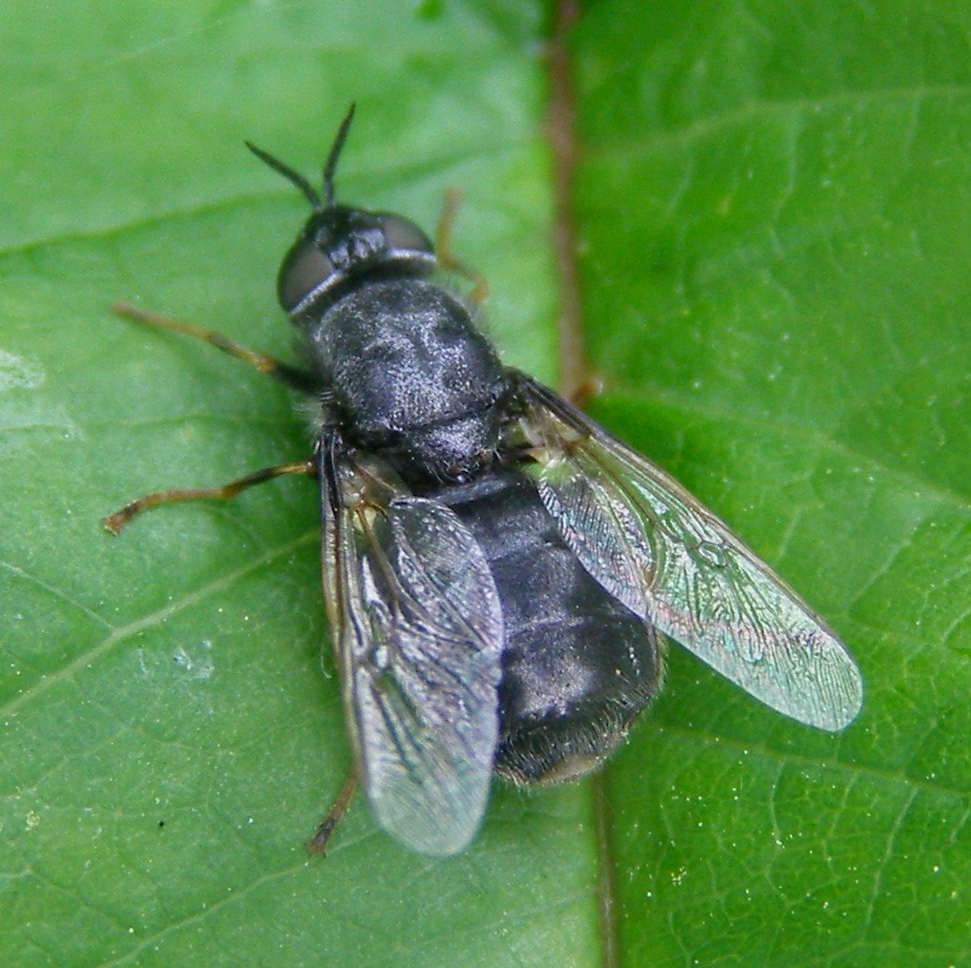
Odontomyia tigrina.

## Dottertaxa tillOdontomyia, i alfabetisk ordning[2][3]
Flera av taxonen i denna lista utgörs av juniora synonymer till accepterade arter.
- Odontomyia adusta
- Odontomyia aequalis
- Odontomyia africana
- Odontomyia albigenata
- Odontomyia albomaculata
- Odontomyia aldrichi
- Odontomyia alini
- Odontomyia alolena
- Odontomyia altifrons
- Odontomyia americana
- Odontomyia amyris
- Odontomyia anchorata
- Odontomyia angulata
- Odontomyia angusta
- Odontomyia angustilimbata
- Odontomyia annulata
- Odontomyia annulipes
- Odontomyia araneifera
- Odontomyia arcuata
- Odontomyia argentata
- Odontomyia aterrima
- Odontomyia atraria
- Odontomyia atrodorsalis
- Odontomyia atrovirens
- Odontomyia aurata
- Odontomyia aureovestis
- Odontomyia aureovittata
- Odontomyia australensis
- Odontomyia azurea
- Odontomyia bahamensis
- Odontomyia barbata
- Odontomyia bekily
- Odontomyia bermudensis
- Odontomyia bifascia
- Odontomyia bimaculata
- Odontomyia bipunctata
- Odontomyia bipunctifacies
- Odontomyia blastulaefrons
- Odontomyia boharti
- Odontomyia borealis
- Odontomyia bulbifrons
- Odontomyia calva
- Odontomyia carinata
- Odontomyia carinifacies
- Odontomyia carnifex
- Odontomyia cephalonica
- Odontomyia chathamensis
- Odontomyia chloris
- Odontomyia chrysaner
- Odontomyia cincta
- Odontomyia cinctilinea
- Odontomyia clarifrons
- Odontomyia claripennis
- Odontomyia cohaerens
- Odontomyia colei
- Odontomyia collarti
- Odontomyia collina
- Odontomyia confertissima
- Odontomyia confusa
- Odontomyia consobrina
- Odontomyia coreana
- Odontomyia cuthbertsoni
- Odontomyia cyanea
- Odontomyia damascena
- Odontomyia decipiens
- Odontomyia disciclara
- Odontomyia discolor
- Odontomyia discolorata
- Odontomyia disparina
- Odontomyia dissimilis
- Odontomyia elisabethae
- Odontomyia emarginata
- Odontomyia erecta
- Odontomyia evansi
- Odontomyia excocta
- Odontomyia exigua
- Odontomyia fangchengensis
- Odontomyia fasciata
- Odontomyia fascipes
- Odontomyia fastuosa
- Odontomyia fiebrigi
- Odontomyia filipjewi
- Odontomyia finalis
- Odontomyia flammiventris
- Odontomyia flava
- Odontomyia flavissima
- Odontomyia foveifrons
- Odontomyia frontalis
- Odontomyia fulminans
- Odontomyia fulviceps
- Odontomyia fuscipennis
- Odontomyia gagathina
- Odontomyia garatas
- Odontomyia grandimaculata
- Odontomyia guianae
- Odontomyia guizhouensis
- Odontomyia halophila
- Odontomyia halterata
- Odontomyia herbacea
- Odontomyia heterogastra
- Odontomyia hirayamae
- Odontomyia hirtocculata
- Odontomyia hoodiana
- Odontomyia hunteri
- Odontomyia hydroleon
- Odontomyia hydroleonoides
- Odontomyia ialemus
- Odontomyia icae
- Odontomyia idahoensis
- Odontomyia immiscens
- Odontomyia inaequalis
- Odontomyia inanimis
- Odontomyia interrupta
- Odontomyia jamesi
- Odontomyia kamande
- Odontomyia kashmirensis
- Odontomyia kirchneri
- Odontomyia kiricenkoi
- Odontomyia lamborni
- Odontomyia lateremaculata
- Odontomyia limae
- Odontomyia limbata
- Odontomyia limbifacies
- Odontomyia lineata
- Odontomyia longicornis
- Odontomyia lutatius
- Odontomyia luteiceps
- Odontomyia maculata
- Odontomyia magnifica
- Odontomyia marginella
- Odontomyia masaica
- Odontomyia megacephala
- Odontomyia microcera
- Odontomyia microleon
- Odontomyia microstoma
- Odontomyia minima
- Odontomyia mutica
- Odontomyia neodorsalis
- Odontomyia nexura
- Odontomyia nigerrima
- Odontomyia nigrinervis
- Odontomyia nitidiceps
- Odontomyia nitidissima
- Odontomyia notatifrons
- Odontomyia novaecaledoniae
- Odontomyia novaeguineensis
- Odontomyia nyassica
- Odontomyia obscuripes
- Odontomyia ochropa
- Odontomyia okinawae
- Odontomyia opertanea
- Odontomyia ophrydifera
- Odontomyia ornata
- Odontomyia pachycephala
- Odontomyia pachyceps
- Odontomyia painteri
- Odontomyia pallida
- Odontomyia parallela
- Odontomyia parallelina
- Odontomyia pauliani
- Odontomyia pectoralis
- Odontomyia periscelis
- Odontomyia peruviana
- Odontomyia picea
- Odontomyia picta
- Odontomyia pictifrons
- Odontomyia pilimana
- Odontomyia pilosa
- Odontomyia plebeja
- Odontomyia poecilopoda
- Odontomyia polycedes
- Odontomyia proba
- Odontomyia profuscata
- Odontomyia pubescens
- Odontomyia pulcherrima
- Odontomyia quadrata
- Odontomyia quadrinotata
- Odontomyia rectifasciata
- Odontomyia regisgeorgii
- Odontomyia restricta
- Odontomyia rhodaspis
- Odontomyia rufifacies
- Odontomyia rufipes
- Odontomyia rufiventris
- Odontomyia rufocera
- Odontomyia rufoscutellata
- Odontomyia saphyrina
- Odontomyia schoutedeni
- Odontomyia scutellata
- Odontomyia seyrigi
- Odontomyia shikokuana
- Odontomyia siderogaster
- Odontomyia sidneyensis
- Odontomyia simplex
- Odontomyia sinica
- Odontomyia smaragdifera
- Odontomyia solennis
- Odontomyia stigmaticalis
- Odontomyia stricta
- Odontomyia stylata
- Odontomyia subdentata
- Odontomyia subobscura
- Odontomyia subpicta
- Odontomyia thula
- Odontomyia tigrina
- Odontomyia timorensis
- Odontomyia toxopeusi
- Odontomyia transversa
- Odontomyia triangulifera
- Odontomyia tumida
- Odontomyia uninigra
- Odontomyia vanderwulpiana
- Odontomyia vicina
- Odontomyia virgo
- Odontomyia viridana
- Odontomyia vittata
- Odontomyia xanthopus
- Odontomyia yangi